# Calvão (Vagos)
Calvão é uma povoação portuguesa sede da Freguesia de Calvão do Município de Vagos, freguesia com 15,15 km² de área e 2186 habitantes (censo de 2021), tendo, por isso, uma densidade populacional de 144,3 hab./km².
A norte está limitada pela freguesia de Santo André de Vagos, a noroeste pela Gafanha da Boa Hora, a sul e sudoeste pelo Município de Mira e a sudeste pela freguesia de Fonte de Angeão.
A freguesia foi criada pelo decreto lei 22.687, de 15/06/1933, que foi posteriormente rectificado pelo decreto lei nº 22.886, de 27/06/1933, com lugares que pertenciam à freguesia de Vagos. Com lugares desta freguesia foi criada em 28 de Março de 1968 a freguesia de Ponte de Vagos.

## Demografia
A população registada nos censos foi:
| Distribuição da População por Grupos Etários | Distribuição da População por Grupos Etários | Distribuição da População por Grupos Etários | Distribuição da População por Grupos Etários | Distribuição da População por Grupos Etários |
| -------------------------------------------- | -------------------------------------------- | -------------------------------------------- | -------------------------------------------- | -------------------------------------------- |
| Ano                                          | 0-14 Anos                                    | 15-24 Anos                                   | 25-64 Anos                                   | > 65 Anos                                    |
| 2001                                         | 359                                          | 336                                          | 1011                                         | 304                                          |
| 2011                                         | 321                                          | 234                                          | 1078                                         | 381                                          |
| 2021                                         | 321                                          | 232                                          | 1123                                         | 510                                          |

## Património
- Igreja do Coração de Jesus (matriz)
- Museu Paroquial
- Lago do Barreiro
- Colégio diocesiano da Senhora da Apresentação
- Agrupamento Escuteiros 850 Calvão

## Lugares
Além da sede, a Freguesia de Calvão engloba os seguintes lugares:
- Canto de Calvão
- Cabecinhas
- Choca do Mar
- Junco do Bico
- Parada de Baixo

## Equipamentos
- Colégio Diocesano de Nossa Senhora da Apresentação
- EB1 de Calvão
- EB1 de Cabecinhas
- Infantário
- Centro Social Paroquial de Calvão
- Grupo Coral de Santa Cecília de Calvão
- Grupo de Teatro de Calvão
- Sede e complexo desportivo do Grupo Desportivo de Calvão
- Parque da Lagoa de Calvão (Barreiro)

## Eventos
- Festa de Calvão (a partir de 15 de agosto)
- Festival de Sopas